# Emmanuel Chukwudi Eze
Pour les articles homonymes, voir Chukwudi et Eze.
Emmanuel Chukwudi Eze, né le 18 janvier 1963 au Nigéria et mort le 30 décembre 2007 en Pennsylvanie, est un enseignant en philosophie américain, expert en philosophie postcoloniale. 
Son travail consiste en une série d'histoires postcoloniales de la philosophie en Afrique, Europe, et aux Amériques. Ses influences incluent Paulin J. Hountondji, Richard Rorty, David Hume, et Emmanuel Kant. Eze a été enseignant de philosophie à l'université DePaul, Chicago, où il participait aussi à l'édition du journal Philosophia Africana. Il meurt le 30 décembre 2007.

## Travaux principaux
- (en) Emmanuel Eze, On reason : rationality in a world of cultural conflict and racism, Durham, Duke University Press, 2008, 327 p. (ISBN 978-0-8223-4195-6, lire en ligne).
- (en) Emmanuel Eze, Postcolonial African philosophy : a critical reader, Cambridge, Mass, Blackwell, 1997 (ISBN 0-631-20340-0).
- (en) Emmanuel Eze, Achieving our humanity : the idea of a postracial future, New York, Routledge, 2001 (ISBN 0-415-92941-5).
- (en) Emmanuel Eze, African philosophy : an anthology, Malden, Mass, Blackwell Publishers, 1998 (ISBN 0-631-20338-9).
- (es) Emmanuel Eze, Pensamiento africano : ética y política, t. 1, Barcelone, Edicions Bellaterra, 2001 (ISBN 84-7290-155-6, lire en ligne).
- (en) Emmanuel Eze, Pensamiento africano : filosofía, t. 2, Barcelone, Bellaterra, 2002 (ISBN 978-84-7290-189-6).
- (en) Emmanuel Eze, Pensamiento africano : cultura y sociedad, t. 3, Barcelone, Edicions Bellaterra, 2005 (ISBN 84-7290-282-X).